# Barbut verd de bigotis daurats
El
barbut verd de bigotis daurats (Psilopogon chrysopogon) és una espècie d'ocell de la família dels megalèmids (Megalaimidae) que habita boscos de les terres baixes fins als 1500 m, a la Península Malaia, Sumatra i Borneo.